# ジェニー・アガター
ジェニファー・アン・アガター（Jennifer Ann Agutter, 1952年12月20日 - ）は、英国の女優。英国アカデミー賞とエミー賞を受賞した経験があり、『狼男アメリカン』、『2300年未来への旅』、『エクウス』といった映画からテレビドラマ『MI-5 英国機密諜報部』まで、さまざまな作品に出演している。

## 生い立ち
サマセットのトーントンにて、キャサリン（旧姓: Lynam）と 元イギリス陸軍軍人でライブオーガナイザーのデレック・ブロディー・アガターの間に生まれた。子供のころキプロス島のデケリア、マレーシアのクアラルンプールに暮らした。Elmhurst Ballet School在籍時、英語を話せる少女を探していたキャスティングエージェントによって才能を見いだされた。結局映画撮影には参加しなかったものの、エージェントは『激流ナイルの恋』（1964年）のプロデューサーに彼女を勧めた。

## キャリア
児童書を原作とするBBCのテレビドラマ『The Railway Children』に登場するロバータを演じることで世間の注目を浴び、1970年に同書を原作として制作されたライオネル・ジェフリーズ監督の映画『若草の祈り』にも同じ役で出演した。無邪気な演技により彼女はカルト映画としても知られているホラー映画『I Start Counting』（1969年）においてシリアスな役を演じた。Hallmark Hall of Fameの『The Snow Goose』（1971年）におけるFritha の役でエミー賞を受賞。成長しても、大人の俳優として出演を重ね、『美しき冒険旅行』（1971年）ではオーストラリアの奥地で、幼い弟とともに迷子になる少女を演じた。彼女は1967年にオーディションを受けたが、資金面の問題で撮影が1969年に遅れてしまった。撮影当時彼女は16歳で、監督は彼女が成年に達したとみなし、ヌードシーンを入れることにした。本編中には5分間の全裸で泳ぐシーンがあるが、アメリカ合衆国での公開版でそのシーンはカットされてしまった。2005年、国立メディア博物館が主催するブラッドフォード映画祭で行われたインタビューにおいて彼女は「映画公開時は作品の露骨さに驚いてしまったが、ニコラス・ローグとは良い友人である」と話した。
21歳の時にハリウッドに移り住み、『鷲は舞いおりた』（1976年）、『狼男アメリカン』、『2300年未来への旅』、『エクウス』、『Sweet William』（1980年）といった映画に出演してきた。
1990年から彼女は子育てに専念し、嚢胞性線維症協会（なお彼女は嚢胞性線維症の保因者である）のパトロンといった社会事業を中心に活動した。その際、『宇宙船レッドドワーフ号』第6シーズンへ客演したり、『TECX』、『The All New Alexei Sayle Show』、『And The Beat Goes On』といったテレビ番組に出演。2000年、Carlton TVがプロデュースした『The Railway Children』に母親役で登場。2002年、BBCのテレビ番組『MI-5 英国機密諜報部』に出演。デヴィッド・ジェイソンによるITVのテレビシリーズ『Diamond Geezer』第1話に出演。2007年には、『ドクター・フー』のオーディオドラマ『The Bride of Peladon』に客演した。
子役のころから彼女の映画を見て育ってきた男たちの間で人気を博していることに関して彼女は好意的に思っている。彼女は子役時代の無邪気さと『狼男アメリカン』、『2300年未来への旅』、『エクウス』などで見せた姿を結び付けることは「まったくの幻想」だと考えている。

## 私生活
結婚するまではロサンゼルスに一人暮らしをした。
1989年にバースの美術祭で当時バークシャーにあるCliveden Hotelの最高経営責任者だったスウェーデン人ヨハン・サムと出会い、翌年8月4日結婚。1990年12月25日息子を出産。現在ロンドンのキャンバーウェルに暮らしている。コーンウォールが気に入っており、イングランドの南端The Lizardに別荘がある。

## 出演作品
| 映画       | 映画                                                                            | 映画                       | 映画                                          | 映画 |
| 公開年     | 作品名                                                                          | 役名                       | 備考                                          |      |
| ---------- | ------------------------------------------------------------------------------- | -------------------------- | --------------------------------------------- | ---- |
| 1964年     | 激流ナイルの恋 East of Sudan                                                    |                            | デビュー作（当時11歳）。                      |      |
| 1966年     | ダイヤモンド作戦 A Man Could Get Killed                                         | Linda Frazier              |                                               |      |
| 1968年     | Gates to Paradise                                                               | モード                     |                                               |      |
| 1968年     | スター! Star!                                                                   | Pamela Roper               |                                               |      |
| 1969年     | 殺人鬼の森 I Start Counting                                                     | Wynne                      |                                               |      |
| 1970年     | 若草の祈り The Railway Children                                                 | Bobbie Waterbury           |                                               |      |
| 1971年     | 美しき冒険旅行 Walkabout                                                        | 少女                       |                                               |      |
| 1976年     | 2300年未来への旅 Logan's Run                                                    | ジェシカ6                  |                                               |      |
| 1976年     | 鷲は舞いおりた The Eagle Has Landed                                             | モリー                     |                                               |      |
| 1977年     | エクウス Equus                                                                  | Jill Mason                 |                                               |      |
| 1978年     | チャイナ9、リバティ37 China 9, Liberty 37                                       | Catherine Sebanek          |                                               |      |
| 1978年     | 謀略海域・北海の激闘 The Riddle of the Sands                                    | クララ                     |                                               |      |
| 1980年     | Sweet William                                                                   | Ann Walton                 |                                               |      |
| 1981年     | Othello                                                                         | デスデモーナ               |                                               |      |
| 1981年     | 狼男アメリカン An American Werewolf in London                                   | アレックス・プライス看護師 |                                               |      |
| 1981年     | 墜落大空港 The survivor                                                         | ホッブス                   |                                               |      |
| 1984年     | ローラの青春 Secret Places                                                      | Miss Lowrie                |                                               |      |
| 1987年     | ゴーストインフェルノ Dark Tower                                                 | Carolyn Page               |                                               |      |
| 1990年     | チャイルド・プレイ2 Child's Play 2                                              | ジョアン・シンプソン       |                                               |      |
| 1990年     | ダークマン Darkman                                                              | Burn Doctor                | カメオ出演（クレジットなし）                  |      |
| 2001年     | The Parole Officer                                                              | ヴィクターの妻             |                                               |      |
| 2002年     | At Dawning                                                                      | 逃げる女                   |                                               |      |
| 2004年     | Number One Longing, Number Two Regret                                           | Kenosha                    |                                               |      |
| 2007年     | やわらかい手 Irina Palm                                                         |                            |                                               |      |
| 2009年     | ブラック・レコード〜禁じられた記録〜 Glorious 39                                | モード・キース             |                                               |      |
| 2012年     | アベンジャーズ The Avengers                                                     | 世界安全保障委員会メンバー |                                               |      |
| 2014年     | キャプテン・アメリカ/ウィンター・ソルジャー Captain America: The Winter Soldier | 世界安全保障委員会メンバー |                                               |      |
| 2015年     | アラビアの女王 愛と宿命の日々 Queen of the Desert                               | フローレンス・ベル         | 日本では2017年に公開された。                  |      |
| テレビ番組 |                                                                                 |                            |                                               |      |
| 公開年     | 作品名                                                                          | 役名                       | 備考                                          |      |
| 1970年     | The Great Inimitable Mr. Dickens                                                |                            | テレビ映画                                    |      |
| 1971年     | 冬の渡り鳥 Snow Goose（ポール・ギャリコ「スノーグース」）                       |                            | エミー賞助演女優賞。日本ではNHKで放送された。 |      |
| 1972年     | Shelley                                                                         | Mary Shelley               | BBCのテレビシリーズ                           |      |
| 1985年     | Love's Labour's Lost                                                            | Rosaline                   |                                               |      |
| 1985年     | Magnum, P.I.                                                                    | Krista Villeroch           |                                               |      |
| 1990年     | 百万ドルをとり返せ! Not a Penny More, Not a Penny Less                          | スティーブンの恋人         |                                               |      |
| 1993年     | 宇宙船レッド・ドワーフ号 Red Dwarf                                              | Prof. Mamet                |                                               |      |
| 2000年     | The Railway Children                                                            | 母親                       | ITVのテレビ映画                               |      |
| 2000年     | MI-5 英国機密諜報部 Spooks                                                      | テッサ                     |                                               |      |
| 2000年     | The Alan Clark Diaries                                                          | Jane Clark                 | BBCのテレビシリーズ                           |      |
| 2005年     | ニュー・トリックス〜退職デカの事件簿〜 New Tricks                               | Yvonne Barrie              | BBCのテレビシリーズ、第2シーズン第1話に出演   |      |
| 2006年     | 名探偵ポワロ Agatha Christie: Poirot                                            | アデーラ・マーチモント     | エピソード「満潮に乗って」                    |      |
| 2007年     | Diamond Geezer                                                                  | ヴァネッサ                 | ITVのテレビシリーズ                           |      |
| 2008年     | The Invisibles                                                                  | Barbara Riley              | BBCのテレビシリーズ                           |      |
| 2009年     | Monday Monday                                                                   | Jenny Mountfield           | ITV1のテレビシリーズ                          |      |

## 受賞歴
- 英国アカデミー賞: 英国アカデミー賞 助演女優賞 1978年 - 『エクウス』
- エミー賞: エミー賞最優秀助演女優賞(ドラマ部門) 1972年 - 『白い渡り鳥』